# 新宿の片隅で
『新宿の片隅で』（しんじゅくのかたすみで）は、日本のシンガーソングライターであるSIONの1枚目のミニ・アルバム。
1985年9月1日に、SIONとしては唯一インディーズレーベルにてリリースされた。SION初のレコード作品であり、SIONの名前表記が「Shion」もしくは「シオン」と表記されている。

## リリース
後にベスト・アルバム『SION '85>'87』（1987年）において「ノック・オン・ザ・ハート」以外の3曲が収録されたほか、ベスト・アルバム『sion 10 cd best』（1994年）に完全復刻盤として全曲収録されている。本作収録曲の内、「俺の声」はメジャー・デビューシングルとして再録音された上でリリースされ、また同曲および「街は今日も雨さ」はメジャー初となるアルバム『SION』（1986年）に再録音版が収録された。「クロージング・タイム」は2枚目のアルバム『春夏秋冬』（1987年）に再録音版が収録され、「ノック・オン・ザ・ハート」はミニ・アルバム『KNOCK ON THE HEART』（1986年）に再録音版が収録されている。

## 収録曲
全作詞: Shion & Okamoto、作曲: Shion。
| #         | タイトル           | 作詞 | 作曲・編曲 | 時間 |
| --------- | ------------------ | ---- | ---------- | ---- |
| 1.        | 「街は今日も雨さ」 |      |            | 5:15 |
| 2.        | 「俺の声」         |      |            | 3:44 |
| 合計時間: | 合計時間:          | 8:59 |            |      |

| #         | タイトル                     | 作詞 | 作曲・編曲 | 時間 |
| --------- | ---------------------------- | ---- | ---------- | ---- |
| 1.        | 「クロージング・タイム」     |      |            | 4:19 |
| 2.        | 「ノック・オン・ザ・ハート」 |      |            | 5:13 |
| 合計時間: | 合計時間:                    | 9:32 |            |      |

## スタッフ・クレジット

### 参加ミュージシャン
- Shion - ボーカル、アコースティック・ギター、ハーモニカ
- 下谷一夫 - ドラムス
- 秋元良一 - ベース
- 小山英樹 - アコースティック・ピアノ、オルガン
- 松田文隆 - ギター
- 藤井康一 - サックスソロ（B面2曲目のみ）

### スタッフ
- 中里正男 - レコーディング・エンジニア、ミキシング・エンジニア
- 渋谷直人 - アシスタント・エンジニア
- にしむらみき - カバー・デザイン
- 福地ひろみ - 写真撮影
- Shion & his friends - プロデューサー
- 加藤与佐雄 - スーパーバイザー